# Бреккер, Василий Фёдорович
Васи́лий Фёдорович Бре́ккер (настоящее имя Вильгельм Фридрих; 1863―1926) ― русский кларнетист и педагог немецкого происхождения, заслуженный профессор Петербургской консерватории (1926), Заслуженный артист Республики (1922).

## Биография
Музыкальное образование получил в Германии. С начала 1880-х жил и работал в Петербурге, с 1889 года выступал в симфонических и камерных концертах Русского музыкального общества.
С 1896 артист Михайловского театра, в 1900—1926 гг. — солист оркестра Мариинского театра.
С 1897 до самой смерти преподавал в Петербургской (Петроградской―Ленинградской) консерватории (с 1905 года — профессор), где среди его учеников были А. В. Березин, П. Н. Вантроба, Д. И. Райтер, В. И. Генслер.
Выдающийся виртуоз, Бреккер обладал певучим и выразительным звучанием инструмента, техническим совершенством, мастерской фразировкой. Исполнительское мастерство Бреккера высоко ценил дирижёр Эдуард Направник.
Автор учебных пособий для кларнета: этюдов, переложений, «Школы игры на кларнете».
Скончался в апреле 1926 года.